# 中山公園
中山公園是為了紀念孫中山而以其為名的公園，主要分布在臺灣、中国大陆、香港、澳門及其他華人聚居地，而分布於中國移民聚居地的中山公園通常由華僑捐建，亦有於當地政府與中國之政府機構締結雙方之友誼時設置，此二者通常具有強烈的中國建築特色。

## 中國大陸

### 北京市

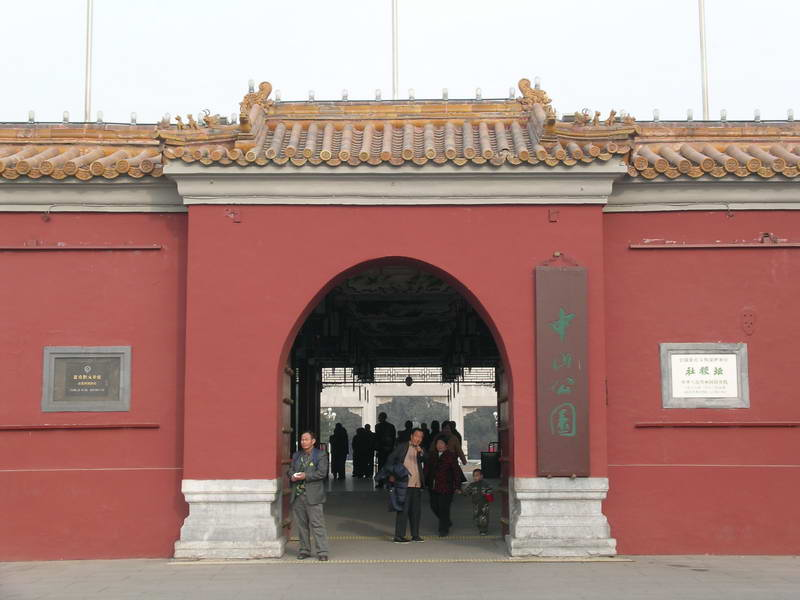
北京中山公园——南门

北京中山公园位于北京市中心紫禁城南面，天安门西侧，于故宫一墙之隔。它原是明清两代的社稷坛，与太庙（今劳动人民文化宫）一起沿袭周代以来“左祖右社”的礼制建造。中山公园现占地23万平方米，是一座纪念性的古典坛庙园林。

### 上海市
上海中山公园原来是旧上海的英国兆丰洋行（H. Fogg ＆ Co.）大班福格（H. Fogg）在上海西郊的一座私人花园。1914年上海公共租界工部局改建为租界公园，名为兆丰公园（Jessfield Park），佔地320亩。1943年收回租界时改名中山公园。現在此公園位于上海市长宁区中心，上海轨道交通二号线、三号线與四号线在此设有站点，周围並已成为繁华的商业圈，有米兰广场、新宁购物中心、玫瑰坊商业街、龍之夢購物廣場、多媒體廣場等商場。

### 天津市
坐落於天津市河北區的天津中山公園是天津重要革命歷史紀念地之一，皆因在中華民國開國時，孫中山先生在這裡發表重大演說，另外，周恩來曾在1915年在此登台演講。

### 河北省

#### 唐山市
坐落于河北省唐山市滦州市，为纪念辛亥革命的滦州起义而建造。园中有孙穗芳捐赠的孙中山像。

### 廣東省

#### 中山市中山公园
中山市中山公园位于广东省中山市石岐区的烟墩山内。1946年，为纪念孙中山先生，此处被辟为中山公园，园内翠竹夹道，古树参天，是一个漂亮的山林公园。每年重阳，都有大概2万人左右前来登高望远。园内烟墩山上的文塔建于明朝万历三十六年（1608年），塔高24.5米，是一座七层八角的砖砌花塔。入夜，在灯光的点缀下熠熠生辉，如一座剔透玲珑的宝塔。现时中山市中山公园是中山十景之一，称为“阜峰文笔”。

#### 中山市孙中山纪念堂公园
中山市孙中山纪念堂公园位于广东省中山市市区中心。而坐落于该公园内的孙中山纪念堂现为中山十景之一，称为“仁山玉宇”。

#### 中山市孫文紀念公園

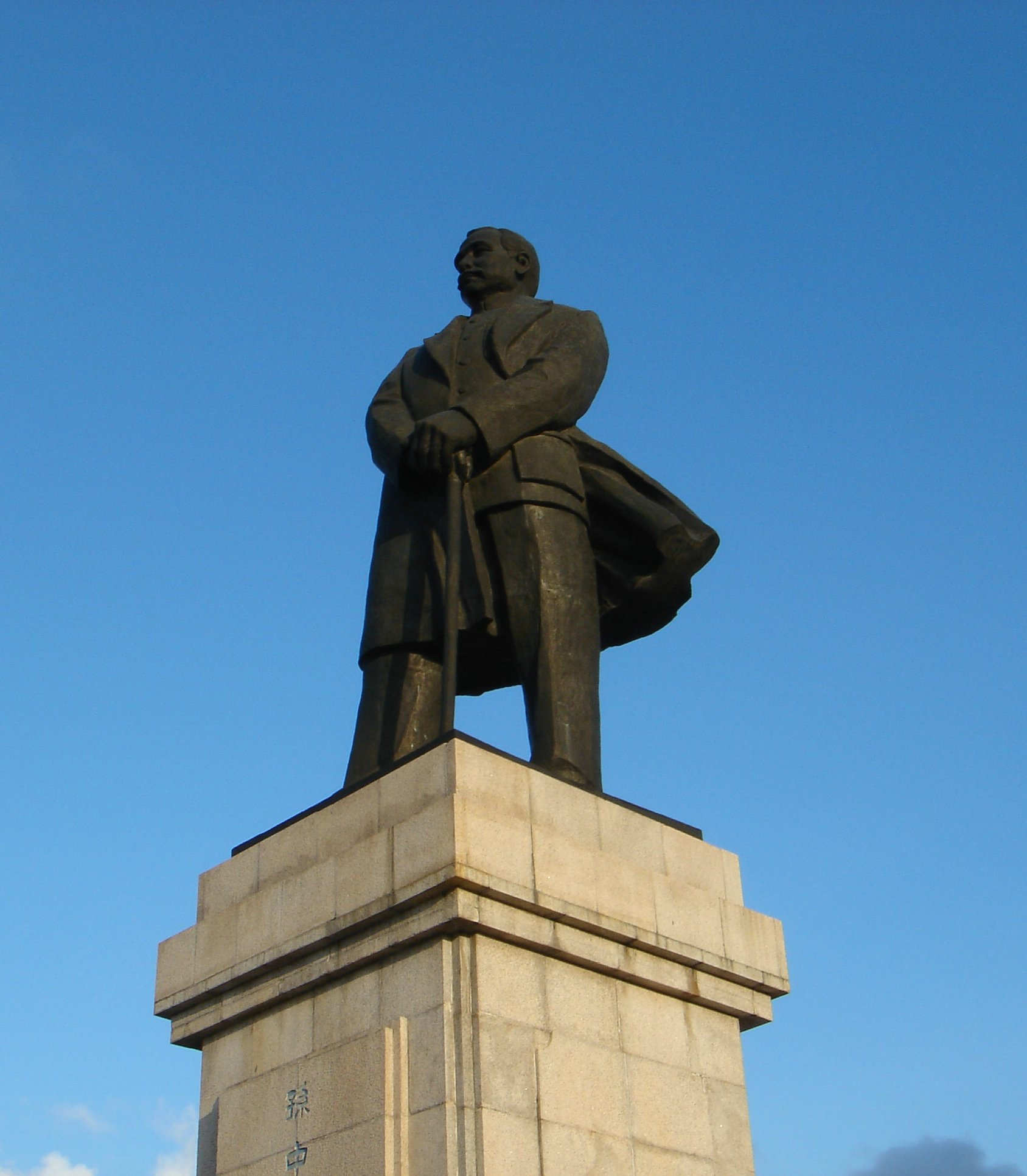
孙文纪念公园的孙中山铜像

中山市孫文紀念公園位于廣東省中山市东区，兴中道南端（即兴中道与城桂路连接处），佔地26.6公頃（358179平方米）。该公园不设门票，游人可以免费进园自由参观游览。全园主要由两个平缓的山坡改建而成，分为革命纪念区和综合游览区两个不同功能的区域。革命纪念区以纪念孙中山先生的题材为主，设有孙中山先生铜像、喷水池以及松园、竹园、梅园和栽种了999株龙柏的龙柏山等景点。与革命纪念区遥遥相对的是综合游览区，这个游览区设有“香山”、“飞来石”、“一线天”、“水帘洞”、“观景阁”、“迎阳石”等景点。公園於1996年11月12日孫中山先生誕辰全面竣工開放，是中山市内第二座纪念孙中山的公园。現時孫文紀念公園是中山十景之一「興中綴錦」的重要组成部分。

#### 汕頭中山公園
廣東汕頭中山公園於民國15年（1926年）在汕頭市奠基興建，由時任職汕頭市政府工務科的林克明負責公園設計，兩年後（即1928年）8月28日建成開放。該中山公園總面積20.18公頃，其中包含玉鑒湖的面積達3.6公頃。公園四面環水，其中汕頭的主要河流韓江在公園北面，其他三邊是人工河道，公園以3座橋樑和汕頭市區連接。園內有正門牌樓、孫中山先生塑像、九曲橋、假山、館花宮、動物園、汕頭市博物館（舊館）、龜山、繩芝亭、浩然亭、泳園等建築、景點。 

#### 大埔三河中山公园
广东大埔三河中山公园地处该省梅州市大埔县三河镇境内，是镇内凤翔山脚下的汇城村的历史性建筑之一。该园内设有“中山纪念堂”，是现今所知的内地众多中山纪念堂中最早建成的纪念堂。

#### 韶關中山公園

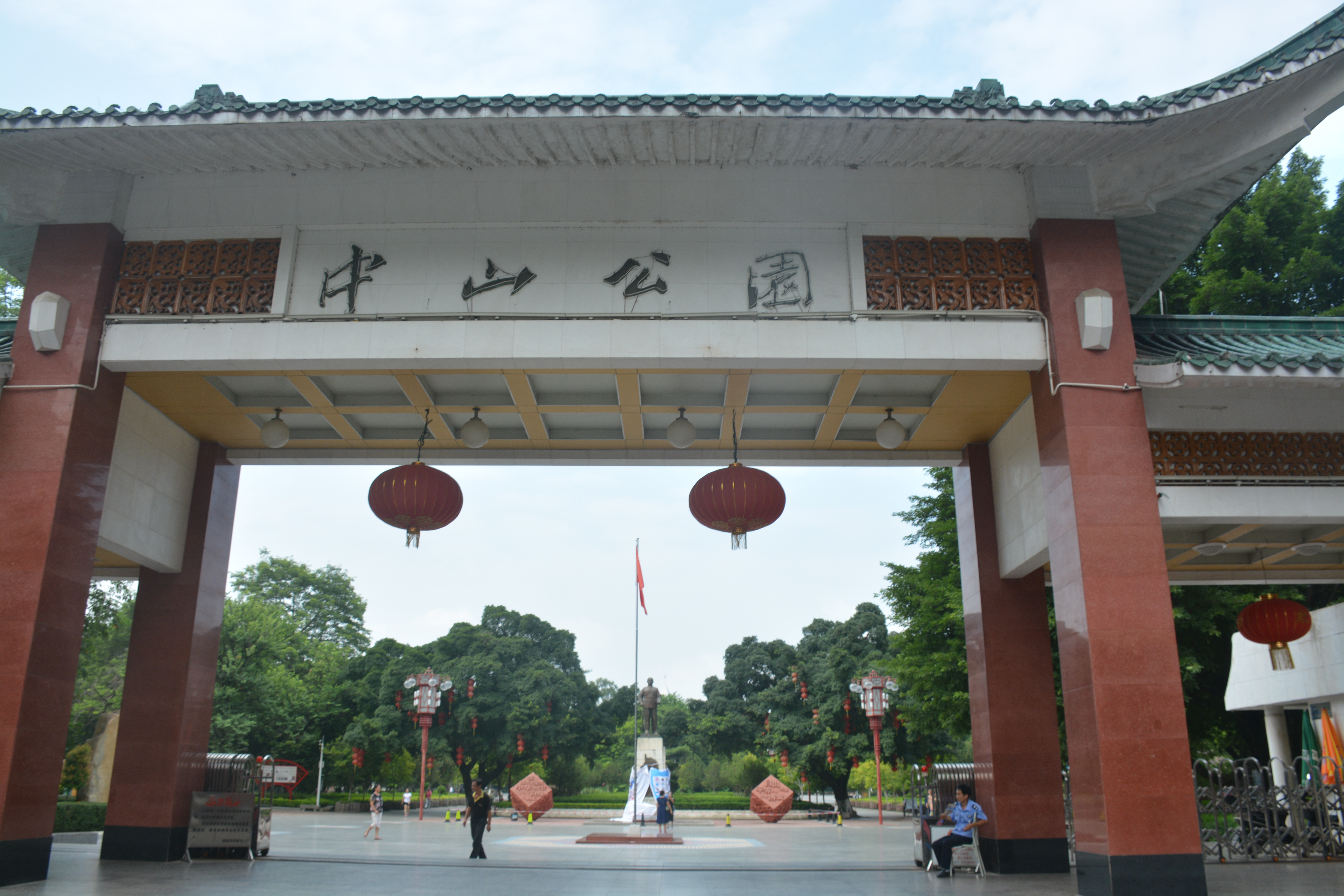
韶关市中山公园

廣東韶關中山公園地處該省韶關市南門外左街，是當地市民日常休閒娛樂的場所。該公園的前身是韶關飛機製造廠，在中國抗日戰爭中發揮重要的空防軍備生產。自新中國成立後，才改建成公園。

#### 惠州中山公園
廣東惠州中山公園（原名惠州第一公園）位於惠州市惠城区中山北路的木余山，全園座北向南，佔地30,000平方米，建園於1920年代。民國14年（1925年）10月，北伐的東征軍攻陷惠州，蔣介石、周恩來以及蘇聯顧問羅加覺夫在此園右側「望野亭」前廣場召開軍民聯大歡大會和追悼陣亡將士大會。民國17年（1928年）為紀念孫中山先生改稱「中山公園」。民國26年（1937年）在園內北端建造「中山紀念堂」，是广东省仅建有的3座中山纪念堂之一（另两座在广州和梅州）。1986年矗立孫中山先生全身銅像，以紀念他的誕辰120周年。其他建設包括「廖仲愷先生紀念碑石」、「舊城牆遺址」、隋朝古井等。公園内的中山纪念堂是惠州市文物保護單位。1986年和1995年曾做过大的维修。2004年9月惠城区政府曾注资100万公园内的中山纪念堂，孙中山之孙女孙穗芳曾为此捐资1万美元。但2005年5月发现因年久失修，后被鉴定此建筑为危房，遂计划按原样重建中山纪念堂，政府改安排了400万元资金重建中山纪念堂。2006年9月28日正式动工重建，2007年底才基本竣工。

#### 深圳中山公园
广东深圳中山公园位于深圳市南山区中山园路西侧，与南头检查站、南头中学、南头车站毗邻。公園始建於1925年，由當時寶安縣縣長、香港太平紳士胡鈺先生為紀念孫中山而籌建，早期面積僅13萬平方米，現已經過不斷擴建和發展。园内有孙中山的浮雕。

#### 东莞石龙中山公园
广东东莞石龙中山公园地处该省东莞市石龙镇老城区中心，始建于1924年，重修于2003年10月。大革命期间，石龙镇曾经作过东征军的大本营，从1923年5月至11月，为讨伐盘踞在惠州的军阀陈炯明，孙中山曾十四次亲临石龙前线，指挥战斗，有当时孙中山在铁路前线的历史照片为证。为了纪念孙中山东征和缅怀孙中山的伟绩，石龙镇人民政府将石龙公园改称中山公园，公园占地三亩多，四周河涌环绕，亭台假山错落有致。公园正门有一座琉璃瓦门楼，门楼上“中山公园”大字为著名书法家秦鄂生所题。公园内有周恩来演讲台、周恩来当年东征戎装的铜像、李文甫纪念亭、莫公璧纪念碑、凯旋门、浩英亭、忠义亭、举重之乡塑像等文物景观。
现如今东莞石龙中山公园已经发展成为老年人休闲娱乐的好去处，另外院内亦有粤剧发烧友不定时进行舞台表演，架势颇大。中山公园不单单为小镇的文化底蕴稳扎根基，更为老年人的生活添声加色。

#### 东莞长安中山公園
廣東东莞長安中山公園位於東莞市長安鎮廣深公路上沙村路段旁。是長安鎮人民為緬懷孫中山先生的豐功偉績而建。有一种说法认为孫中山先生世系源流自上沙村，即其祖宗定居於此，故此在該村的孫氏宗祠和孫中山先代三世祖墳都跟孫中山先生有著深厚的關係。
公園正門有一尊孫中山先生的浮雕，造型雄偉。有人认为位於东莞中山公園範圍內中含有孫中山先代三世的祖墳，這個古墓是建於明朝，由於背靠三角形令旗狀的山嶺，面向獅子洋大海口，陰宅風水極佳，有孫氏子孫每逢春秋二祭遠涉珠江來此進行祭祀。

#### 佛山中山公園

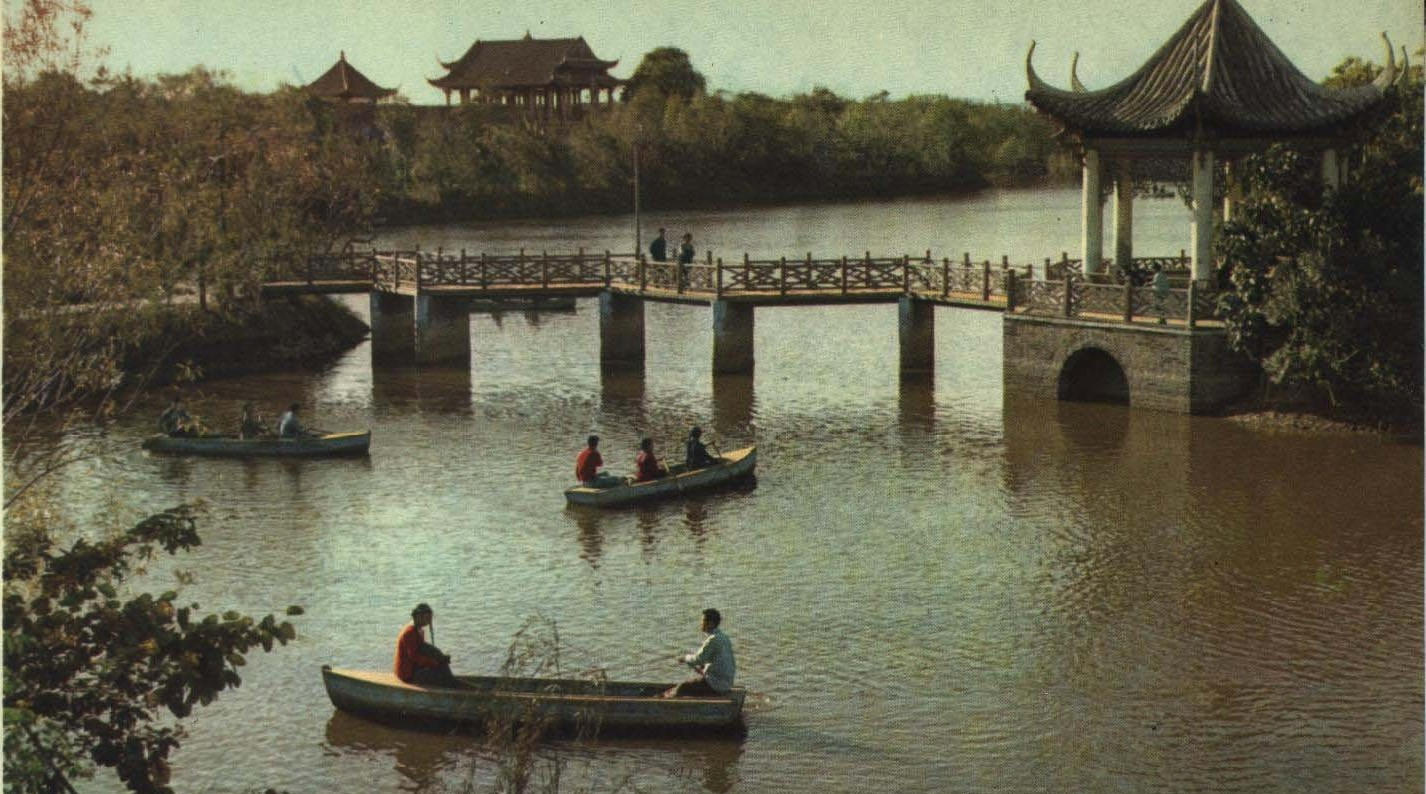
1963年佛山中山公园

廣東佛山中山公園始建於民國17年（1928年），地處於佛山市禅城區的汾江河畔。建園初時，該園只有0.5公頃土地；及至1958年市政府開始擴建，建造人工湖（秀麗湖）和假山（駱駝山）園林景觀。到1980年代再度擴建至佔地31.2公頃，其中水體面積佔40%。
在1990年代末的大翻新工程中，佛山中山公園被規劃成「歷史文化區」、「老年活動區」、「兒童遊樂區」、「動物觀賞區」、「觀賞休憩區」、「水生植物區」、「湖區」、「瀑布假山區」及「草坪區」等9個主題區域，成為禅城區內最具規模的綜合性公園。

#### 江門中山公園
江門中山公園位於江门市蓬江區。始建於民國16年（1927年），1929年落成，1930年元旦對外開放，以紀念民主革命的先行者，國父孫中山先生而建。主建築為中國首座中山紀念堂。公園由江門市社会各届、國民革命軍第四軍十二師及華人華僑集資而建。2010年，江門中山紀念堂被廣東省政府公佈為廣東省文物保護單位。紀念堂前立有孫中山先生像，于2015年5月28日由孫中山先生的孫女孫穗芳博士所立的。

#### 恩平中山公園
廣東恩平中山公園位於恩平市市內。當年為了紀念為恩平的革命事業英勇犧牲的革命先烈，1957年恩平縣人民政府撥出專款，在恩城中山公園樹碑立墓，並請建國後中共廣東省委書記處書記、副省長古大存題字：「恩平一九二七年農民起義、土地革命、抗日戰爭、解放戰爭烈士紀念碑」。

#### 陽江中山公園
廣東陽江中山公園地處該省陽江市內，始建於民國21年（1932年）。初建園時，在約7000多平方米的園地上建造5所以"民"字為首的亭台樓閣：民族樓、民權閣、民生亭、民治亭和民有台，並有假山、蓮花池和一支古大炮。再由南洋地區引進珍貴花木，有一株屬於該市唯一的銀杏樹，至今還生存下來，成為「活化石」。2002年，為配合陽江市的基礎建設計劃的施行，公園亦有所翻新，並矗立了一尊孫中山雕像。

#### 饒平中山公園

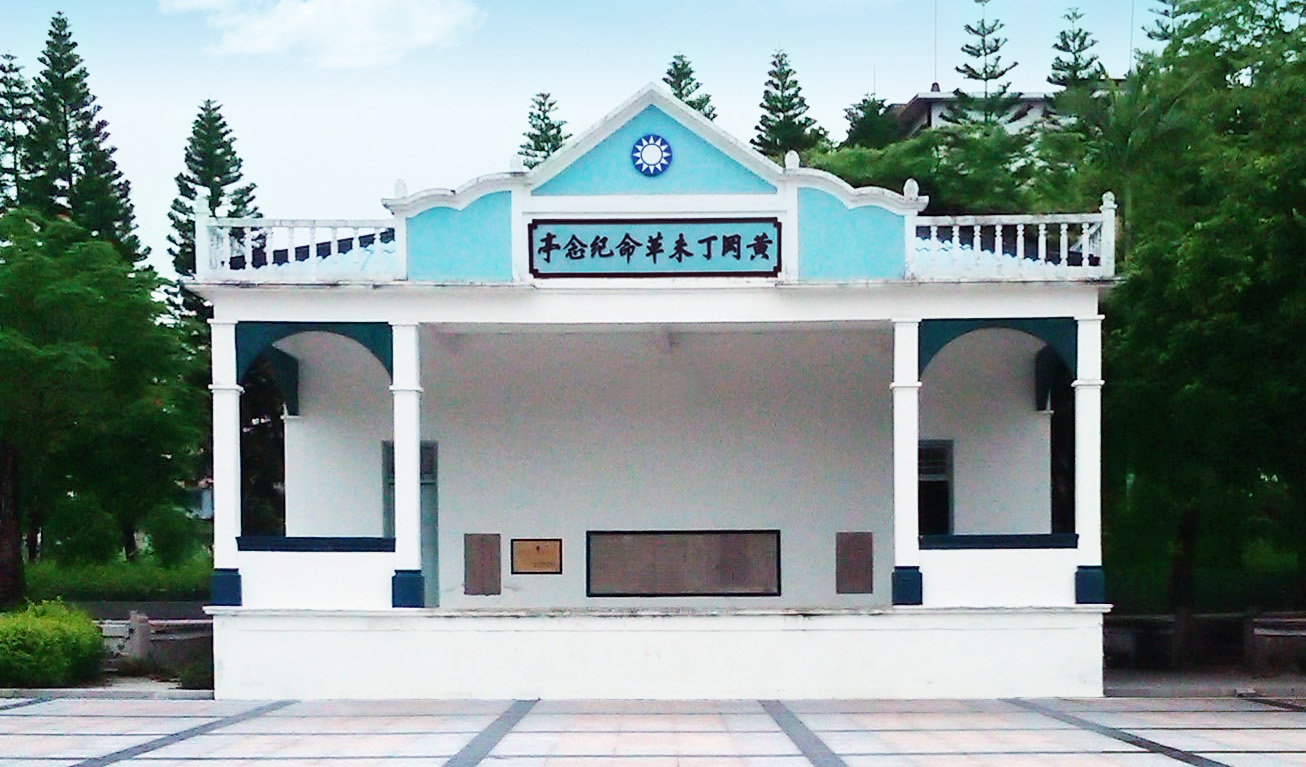
饒平縣中山公園

廣東饒平中山公園是饒平縣人民為紀念黃岡丁未革命和中國辛亥革命而建造的，據史料記載，丁未黃岡起義發生於1907年，因流年為丁未年而得名。那個時候革命黨人、籍貫潮安彩塘華僑許雪秋受孫中山指示，於1907年5月22日晚召集壹千多人在饒平黃岡誓師起事，與清廷官兵激戰壹夜占領了黃岡。之後，起義於當年5月27日被清政府所鎮壓，許雪秋等暫赴香港避難，共有343名革命黨人光榮犧牲，起義歷時共六天。該次起義在我國近現代革命史上占有重要的地位，是辛亥革命的第三次預演，也是國民革命中革命者傷亡最多的壹次起義。孫中山先生後來在《建國方略》中對丁未黃岡起義有著高度的評價。1934年饒平在黃岡中山公園內建黃岡丁未革命紀念亭，樹起七面石碑，上面鐫刻起義經過和在起義中犧牲的343位烈士的芳名，對此進行了紀念。

### 江蘇省

#### 江阴中山公园
位于无锡市的江阴中山公园始建于北宋初年，原为私家园林，几经沧桑，至明万历时易为江苏学署，为主持江苏全省八府三州秀才拔擢之处，有“江南官署之冠”之美誉。辛亥革命后，孙中山视访江阴黄山炮台，于学署旧地发表题为“叫全国的文明从江阴发起”之演讲。1925年孙中山逝世后，为表纪念，遂改称中山公园。

### 浙江省

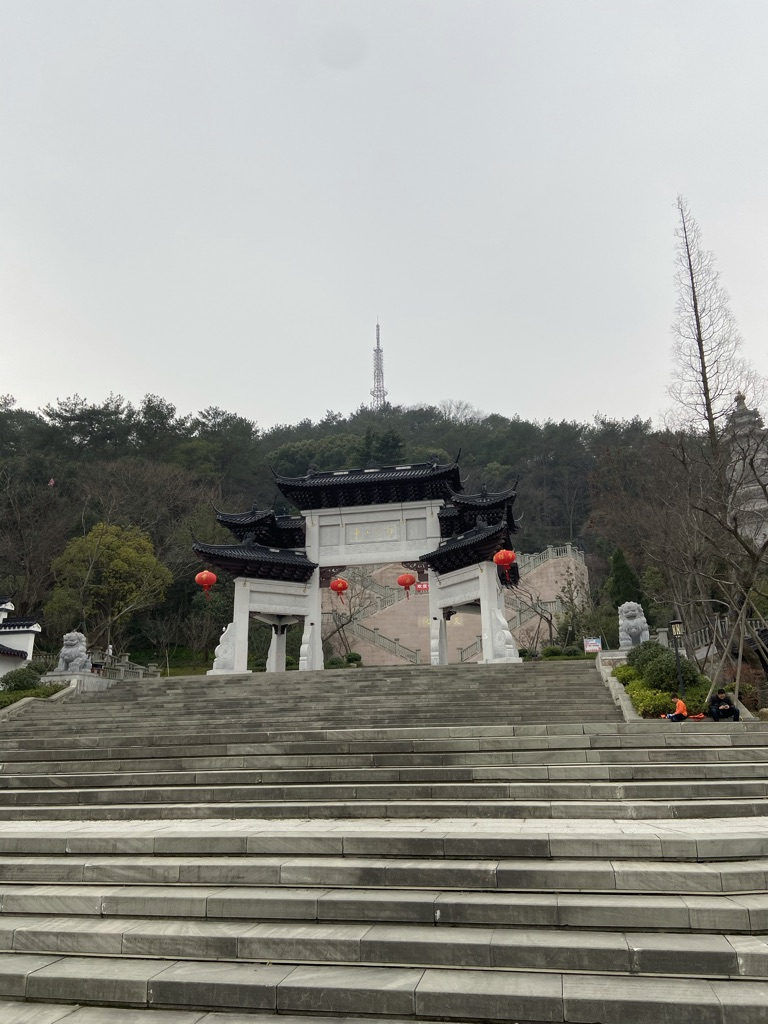
奉化中山公园正门

#### 奉化中山公园
浙江奉化中山公园位于宁波市奉化区的锦屏山，内有中山纪念堂。山顶有大陸少见的蒋中正题“锦屏山”三字。山脚有蒋中正至交国民党元老周淡游墓。中山纪念堂后有小房，余秋雨在文革期间曾在此居住。山间亭台楼阁颇多，一直保持民国期间风貌。山体在中华人民共和国成立后多被挖作防空洞，现为市民夏日纳凉好去处。山虽小，但人文背景颇深，为奉化一处旅游景点。目前，中山纪念堂、中正图书馆旧址为浙江省文物保护单位。

#### 杭州中山公园

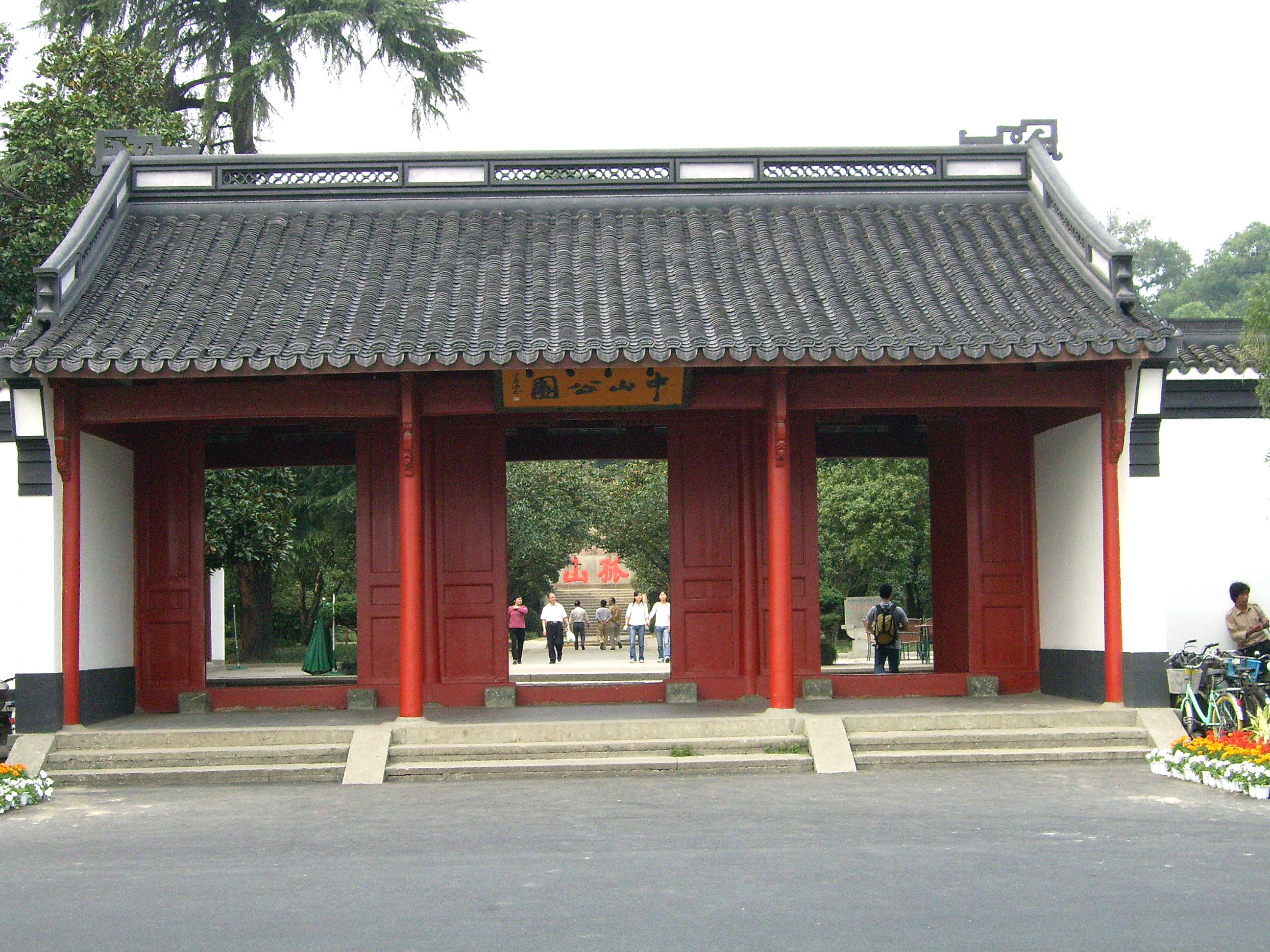
杭州中山公园正门

浙江杭州中山公園位于杭州市西湖孤山，1927年（民國16年）为纪念孫中山先生而命名。公园建在清朝御花园原址上，建有中山紀念林和中山紀念亭。園內佈局十分巧妙，將天然（孤山景色）和人工（亭台幽徑）結合一體。

#### 宁波中山公园

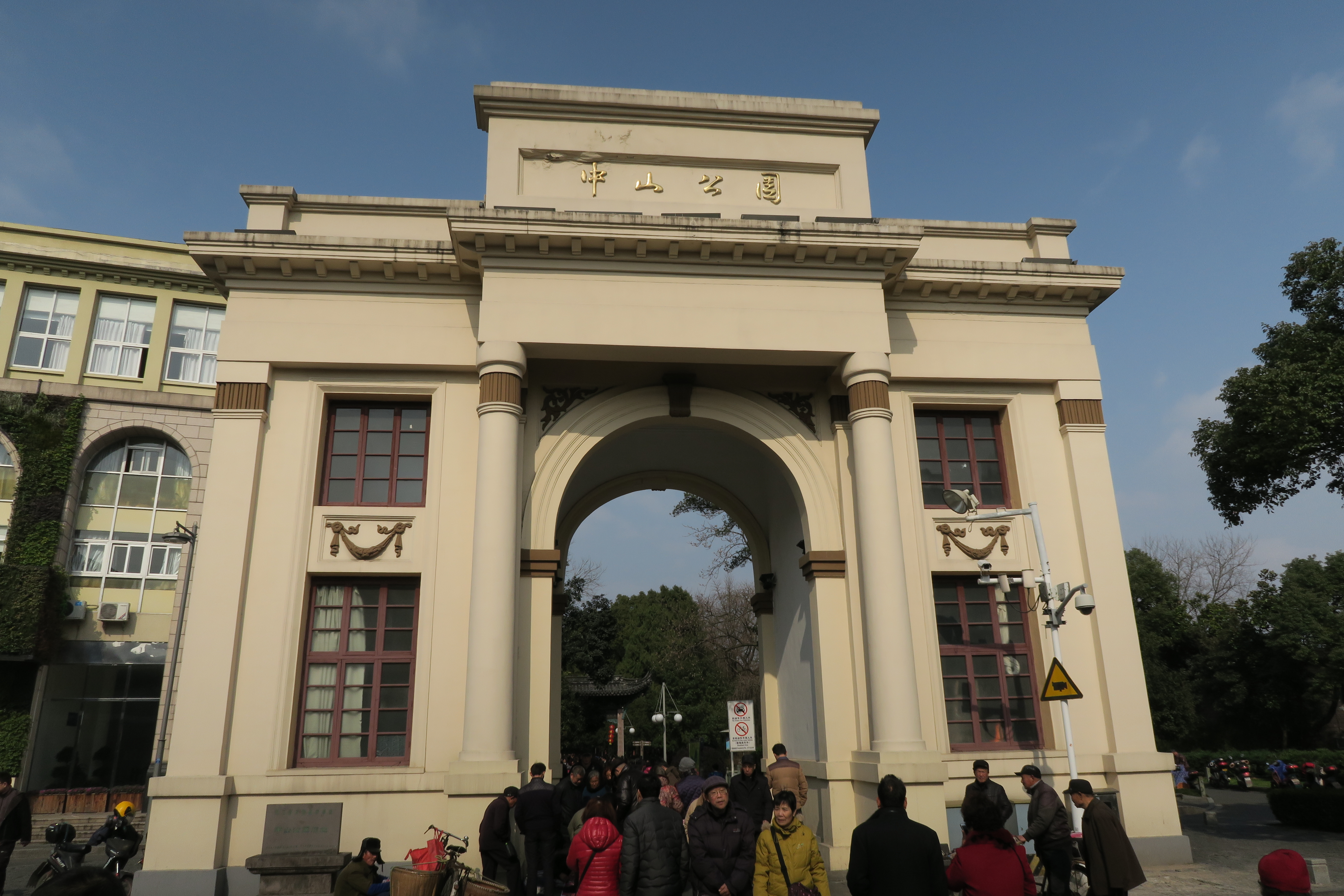
宁波中山公园正门

浙江宁波中山公园位于宁波市海曙区解放北路，现为中山广场的一部分。最早为宁波衙署所在地，1927年兴建，1929年建成，其中的独秀山为明代遗物，尊经阁为宁波府学迁建。1998年初，中山公园与宁波市体育场区域建成中山广场。目前，中山公园原址为浙江省文物保护单位。

#### 温州中山公园

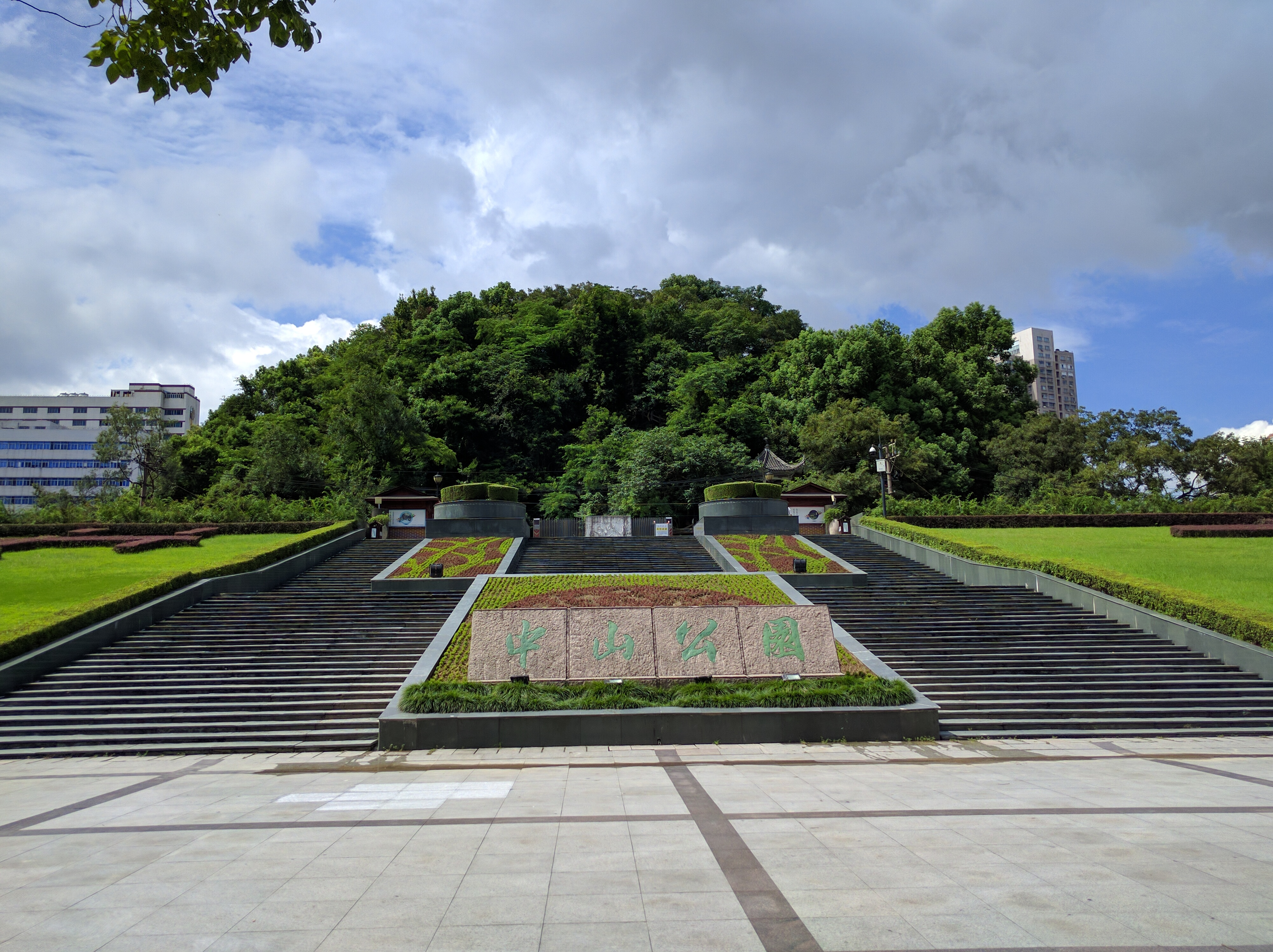
温州中山公园正门

浙江温州中山公园位于温州市区公园路，面积4.8公顷（水域1.52公顷），前接华盖山，后靠积谷山。公园于1927年2月，北伐军进入浙江后，温州各界人士为纪念孙中山先生筹款建造，1930年10月落成。园中有中山纪念堂、白鹿雕像、中日友好樱花林、文化走廊、音乐台、九曲桥、玉带桥、登云桥、冽泉井、摩岩刻石（包括小赤壁、气如虹、云根、枕石等）、小石门洞、飞霞洞、谢客岩、池上楼、如意亭、湖心亭、驻鹤亭、云辉亭（被毁）、留云亭、赤壁亭、四宜亭、儿童乐园及其塑像等景点，是市民们健身休闲的好去处。

### 福建省

#### 廈門中山公園
福建廈門中山公園位於廈門市中心，占地16萬平方米，始建於民國16年（1927年），於民國20年（1931年）建成並開放。日本佔領時期被改叫“廈門公園”。該園的整體格局原為結合中西文化建築特色的園林藝術形式，使得園內充滿了豐富的自然景觀以及濃郁的人文氣息，但在經過多件歷史事件，該園的建設亦經歷了不同時期的破壞和更新。自公園完建後，很多大型的政治集會都在這個公園內舉行。園內包括一小型動物園。

#### 漳州中山公園
福建漳州中山公園位於漳州市區延安路，佔地近60畝，是福建省內的市級休憩公園之一。曾經在公園建有「中山紀念台」，位置應是在現時「漳州解放紀念碑」之南邊，紀念台是為19路軍進駐漳州時所建，但是在抗戰期間遭日本轟炸機空襲被毀。現時公園建有噴水池、七星池、梅崗山、解放紀念碑、華表六角亭等建築。

#### 泉州中山公园
福建泉州中山公园位于泉州市鲤城区中山北路，占地约5公顷，初建于1929年（即民国18年）。1986年改建为足球场。时至今日，该公园拥有塑胶跑道、篮球场、排球场、羽毛球场等体育运动基础设施，具有休闲、运动、文化等功能。

#### 金門中山紀念林
福建金門縣的中山紀念林位於金門島上的雙乳山與昔果山之間，是金門第一座林林遊樂區。園內另有一座「蔣經國先生紀念館」，展示已故中華民國總統蔣經國生前的言論著作、文物等。現址已經包含於金門國家公園之內。

### 山東省

#### 濟南中山公園
山東濟南中山公園位於濟南市經三路和緯五路交叉口，始建於1904年（清光緒30年），原稱「商埠公園」，在民國14年（1925年）孫中山先生逝世，為紀念孫中山先生便將公園改稱為「中山公園」。民國時期該公園是當地民眾最主要的革命集會地方，直至中共建國後，於1953年將公園改稱為「人民公園」，至1986年11月12日孫中山先生誕辰120周年紀念日恢復「中山公園」之名稱。现其内有济南市旧书市场，其北门旁为济南市图书馆。

#### 青島中山公園
青島中山公園坐落在青岛市市南区和市北区，於1901年（清光緒27年）建成。此处原系会前村村址，旧有村民360餘户，多以渔业为生。1898年，德国租借胶州湾后，先后于1902年和1905年将该村全部土地收购，废村拆房，辟为植物试验场。建林木园地约百万平方米，果木园地约4万平方米，集中世界各地的花草树木170多种、23万株。其中最富特色的是从日本移植的2万株樱花，形成了此园特有的景色，并逐渐成为以树林、果园、花木为主的公园，后取名为“森林公园”。1914年日德战争后，日本取代德国占领青岛，又进一步扩种樱花，形成了一条长近1公里、贯通公园南北的樱花长廊。公园也更名为“会前公园”、“旭公园”。1922年中国收回青岛主权后，改名为“第一公园”。为纪念中国民主革命的先驱孙中山先生，于1929年5月又更名为“中山公园”，此名一直沿用至今。

### 湖北省

#### 武汉中山公园
湖北武汉中山公园位于武汉市汉口解放大道1265号，佔地32.8万平方米，其中水上面积6万平方米。绿地率91%，古树名木140株。景观功能分前、中、后区。园内有孙中山宋庆龄铜像、日军受降纪念馆等景点。

#### 沙市中山公园
湖北沙市中山公园地处该省荆州市沙市区，于民国22年（1933年）起建，民国24年（1935年）完工，当时公园园名由原国民党第10军军长徐源泉所题。该园在建成初期占地仅270亩，现全园共面积74.62万平方米，是江汉平原上第一大公园，全国第二大中山公园。园内设有中山纪念堂、总理纪念碑、市政亭、浮碧仙馆、餐英精舍、太岳堂、武候祠等18处景点，其中得以完整保存至今的古景点包括中正亭、锄云阁、春秋阁、孙叔敖古墓、卧虹桥、南大门等处。改革开放后，园内相继建有孙中山铜像和中山纪念亭，以缅怀孙中山先生的丰功伟绩。1965年5月11日，原中共中央政治局委员、中华人民共和国副主席董必武在其视察沙市期间，为公园重新题写了园名。

### 遼寧省

#### 沈阳中山公园
辽宁沈阳中山公园位於瀋陽市和平区南京南街5号（中華路南側），佔地面積16,100萬平方米，始建於1924年，原名千代田公園（“中华路”原名“千代田通”），位于奉天满铁附属地，禁止中國人進入。中華人民共和國成立後改为现名，是該市重點公園之一，曾是該市舉行花卉、彩燈、冰燈展的主要場地。内有儿童游乐园、自然博物馆等设施。1912年，“南满洲铁道株式会社”在该公园西侧修建了“千代田水塔”，当时储水量为10万加仑，合450吨，并于1915年开始城市供水，成为沈阳市的第一座水塔。世界著名指挥家小泽征尔就出生于该公园附近。2003年起该公园不再收取门票。2005年，该公园完成了综合改造，拆除了园内的违章建筑，并改为开放式公园。

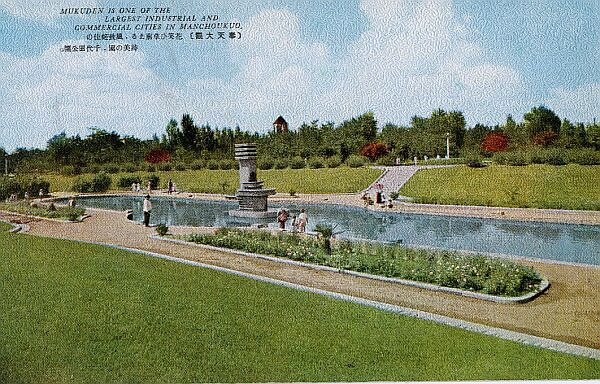
千代田公园的喷水池
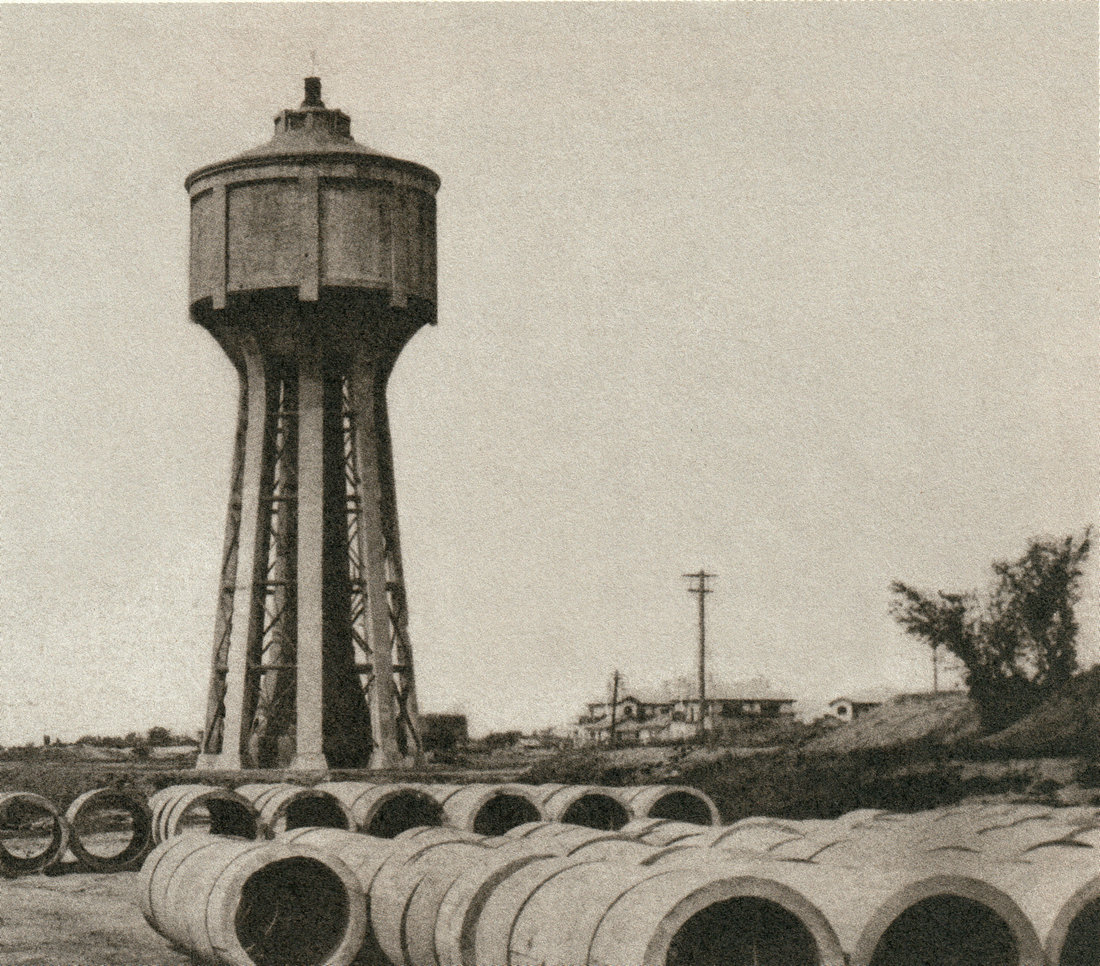
千代田水塔（1912年），位于千代田公园西侧，已不存

#### 大連中山公園

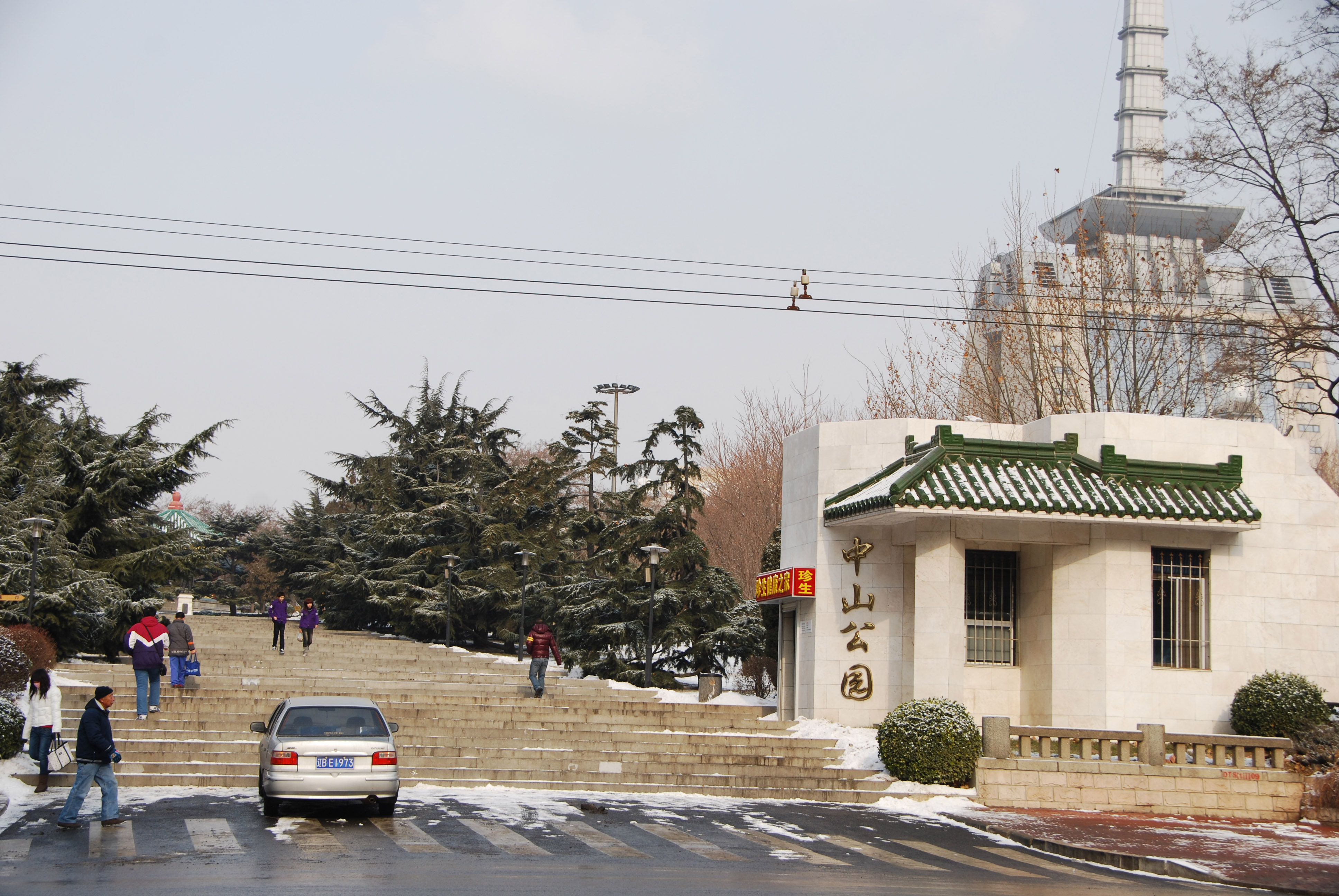
中山公園(大連)南门

遼寧大連中山公園位於大連市沙河口區東部，佔地11.3平方米。原址為一個叫做劉家屯的小山頭，在大連屬於日佔关东州年代，日本殖民當局為了紀念日本聖德皇太子，在東側山丘建了聖德太子堂，供奉聖德的木雕像。本擬將該山頭興建作聖德公園，但公園未建成日本便戰敗投降。中華人民共和國政府在佔領大連後重建該山頭為公園。

### 廣西壮族自治区

#### 梧州中山公園
廣西梧州中山公園位於梧州市冰泉西路10號，是梧州的著名景點。
公園所在地原稱為北山（山頂），古稱茶山，位于梧州市中心。民國14年（1925年）3月，由李濟深倡議籌建，此處被辟為公園，名曰"中山公園"，為梧州最早建成的公園。
公園內的「中山紀念堂」在民國19年（1930年）建成，以紀念孫中山先生曾在民國10年至11年（即1921年至1922年）期間，為籌備北伐事宜，先後3次駐節梧州。紀念堂內著重介紹孫中山先生在1921年底到1922年初三次蒞臨梧州，指導梧州人民建設家鄉，治理西江航運的事跡。該中山紀念堂現為廣西壯族自治區重點文物保護單位之一。
紀念堂分前后座，前座中部為四層塔式圓頂建筑，東西兩翼為二層樓房，為陳列室，后座是千人會堂。紀念堂正面是層層臺階，自山腳至大門前共340余級；門前是廣坪，中筑荷池，環列石凳，蔭以悟榕。紀念堂附近有南漢銅鐘，鑄于南漢乾和十六年（958年），懸于北山晨鐘亭內，雖歷時千載但依然完整無損，擊之聲音洪亮，是廣西最古老的銅鐘之一。晨鐘亭旁陳列有歷代碑刻、明代桂江浮橋鐵柱等文物。
公園依山構筑，園內另設有動物園，而山頂的北苑爲園中之園。

### 寧夏回族自治區

#### 银川中山公园
宁夏银川中山公园位于银川市兴庆区西北，由冯玉祥于民国18年（1929年）主持兴建，1949年后得以继续建设，现为银川市最著名的公园。

## 香港

### 孙中山紀念公園
香港的中山紀念公園位於港島西營盤海旁，由香港特區政府興建；該園第一期基本工程2002年12月1日落成啟用，第二期全部工程於2011年完成。該園所在位置乃先前為興建西區海底隧道連帶新增的填海區，曾荒廢多年，後有興建公園，原稱為「西區公園」，後改名為「中山紀念公園」，是紀念孫中山當年曾在上環、西營盤等地區活動。

### 屯門中山公園

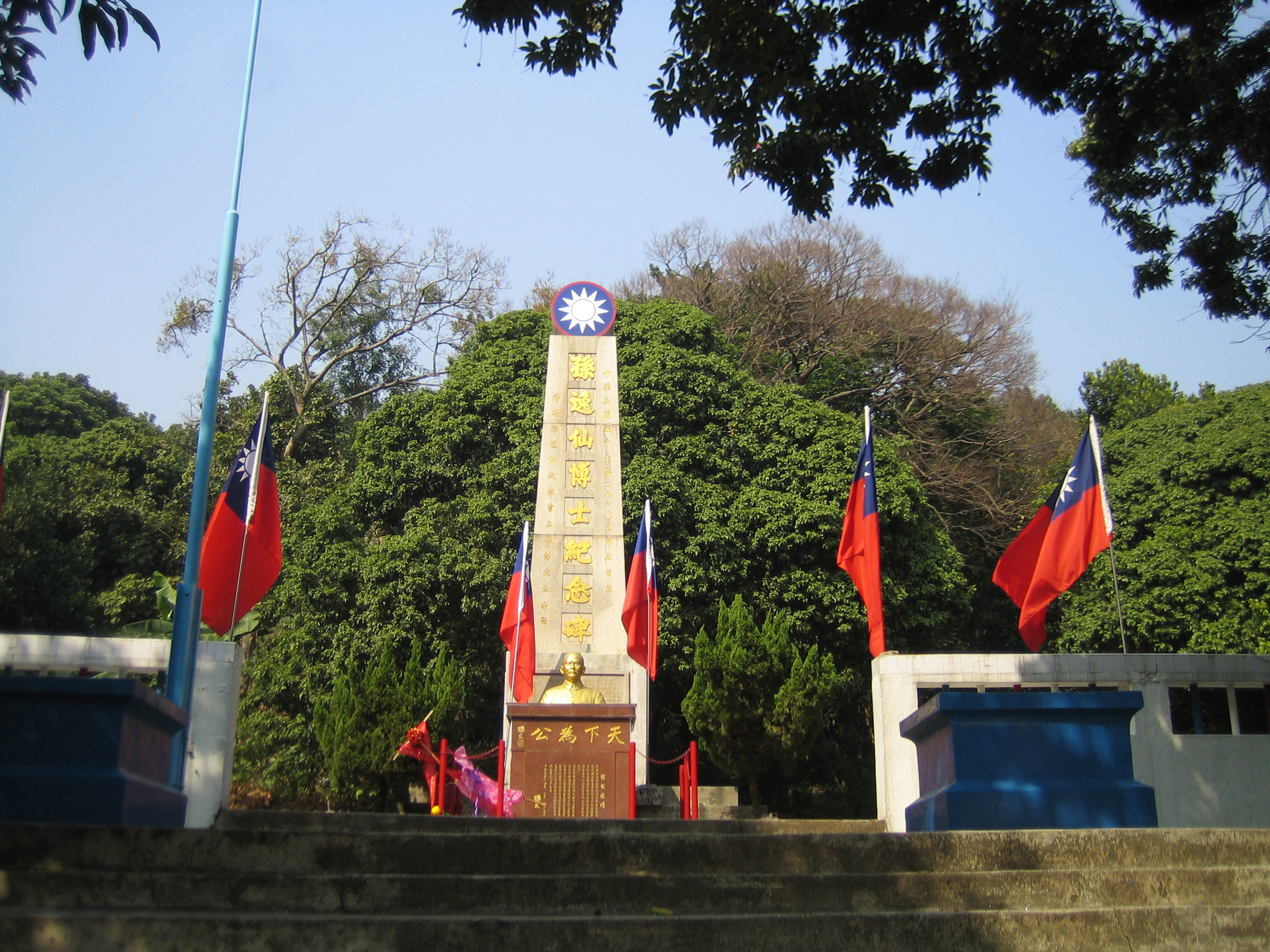
香港屯門中山公園

屯門中山公園位於香港屯門區，相傳乃孫中山當年與革命同志聚會之地。園內的「青山紅樓」是一棟兩層的混合中西建築方式之紅磚房屋，現為一級歷史建築，屬1920年代至1930年代的建築物風格。紅樓內藏有一幅革命理論的牌匾，相傳為孫中山的手筆，據說孫中山亦曾在紅樓內的一張木桌子上策劃革命行動。公園尚有孫中山的銅像及紀念碑，還曾有六株由黃興及孫中山所種植的桄榔樹，但目前均已枯萎，只餘紀念碑文。

## 澳門

### 紀念孫中山市政公園
澳門紀念孫中山市政公園位於澳門半島西北角，由澳門市政廳投資興建；該園面積達70,000平方公尺，長390米、寬130米，長條形呈西北走向，是澳門半島上甚具規模的大型紀念性公園之一。
公園景觀設計東西特色匯聚，正表現澳門是中西文化匯集的地方。公園東北部是中式設計，有人工湖、曲橋、涼亭、小樓閣等；公園的西南部則是以西式設計，有體育設施和溫室。而在東北角的一個人工小山上建成的涼亭上，可以遠眺珠海拱北。

## 台灣
中華民國政府統治台灣後，有新建中山公園及將暨有的部份公園改名為中山公園，近年部份恢復原名。以下僅列出現存者。

### 基隆市
基隆市的中山公園，位於劉銘傳路底，為一小型社區公園。

### 臺北市
與國父紀念館連結一起的建築群，於1972年（民國61年）5月16日開闢。

### 新北市
新北市板橋區的中山公園位於萬板路周邊，台北捷運新埔站附近。

### 桃園市

#### 中壢中山公園
桃園市中壢區的中山公園位於內壢中壢工業區內，面積約4公頃，設置網球場兩面。

#### 桃園中山公園
桃園市桃園區的中山公園，佔地僅0.2公頃，位於泰昌二街與宏昌一街間。此公園是為兒童設計的社區公園，擁有各種安全性高的遊樂設施，並設有一市立托兒所。

### 臺中市
大甲區的中山公園位於大甲區中山里水源路。

### 南投縣

#### 南投中山公園
南投縣南投市的中山公園位於該市康壽里大同街與民生街交匯口，始建於1912年（即大正元年），佔地約34,000多平方米，原稱「南投公園」，乃台灣日治時期的遺跡之一。1926年（大正15年）日本政府在該公園設立神社，後於1943年（昭和18年）將之遷至南投高中。現在公園內仍然有一座紅色屋頂歐式建築，就是建於1922年（大正11年）的「南投郡物產陳列館」，戰後改為公會堂（古物亭）聚芳館。

#### 草屯中山公園
南投縣草屯鎮的草屯鎮中山公園原稱草屯公園，日治時期大正4年（1915年）闢建完成，位於草屯鎮富寮里附近，乃南投縣的市鎮級公園之一。在1999年發生的921大地震過後，該公園被發現恰恰處於一塊地表斷層帶上。

### 雲林縣
雲林縣斗六中山紀念公園位於該縣斗六市的斗六受天宮旁，是當地市民經常運動活動聚會的場所。因公園內許多設施已漸老舊，為使市民能有安全及舒適的休憩場所，在中山公園公共設施改善及綠美化的規畫下，在公園內增建涼亭、座椅及兒童遊樂設施等公共設施，原來公園旁用頗為髒亂的蓄水池也修建成親水設施。

### 臺南市

#### 佳里中山公園
佳里中山公園是臺南地區三個頗具歷史的大型公園之一，公園原址曾有日本神社。

### 高雄市

#### 岡山公園／中山公園
高雄市岡山區的岡山公園，所在原址曾為台灣日治時期的岡山神社，與區內的岡山壽天宮相毗連，2013年整修完成後又稱岡山公園，2022年時高雄市政府公文書仍有使用「中山公園」稱之。

### 屏東縣

#### 三地門鄉中山公園
位於屏東縣三地門鄉三地村

### 宜蘭縣

#### 宜蘭中山公園
闢建於日治時期的明治42年（1909年），位於宜蘭市舊城東路。此公園又稱作「宜蘭公園」。

#### 羅東中山公園
宜蘭縣羅東中山公園原稱羅東公園，位於該縣羅東鎮東南路羅東觀光夜市旁，始設於日治時期，面積約1.7公頃。園內有一座土地公廟和日治時期首任「街長」陳純精的銅像。

### 花蓮縣

#### 花蓮中山公園
花蓮縣花蓮市的中山公園，位於國聯一路、中山路口，中山地下道旁。中山公園位在花蓮市中心，有漂亮的草坪與步道，是個滿舒服的環境。花蓮中山公園之造形，有噴水池建築物為一軸線的方式設計，主要有孫文的五族人像。旁有花蓮市立圖書館與國聯活動中心。

#### 吉安中山公園
花蓮縣吉安中山公園位於該縣吉安鄉的中華路二段與中山路三段交界附近，是一中小型公園。

#### 壽豐中山公園
花蓮縣壽豐鄉的中山公園位於公園路62巷旁，鄰近花蓮縣壽豐鄉衛生所。

## 新加坡

### 馬裏士他中山公園
在新加坡馬裏士他片區孫中山南洋紀念館前修建的公共綠地，與一旁的購物中心合稱中山公園（Zhongshan Park）。

## 加拿大

### 溫哥華中山公園

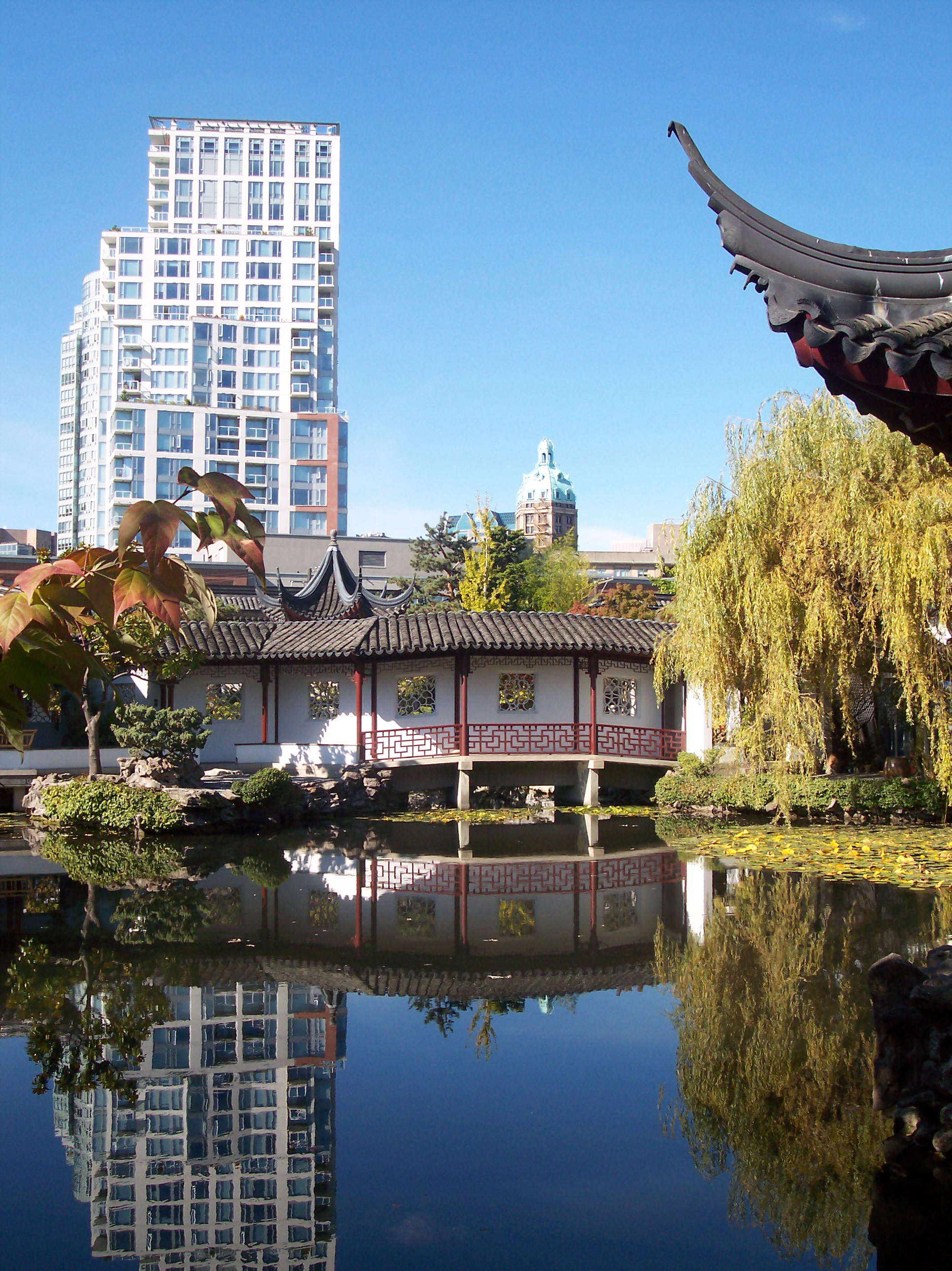
溫哥華華埠的中山公園

加拿大卑詩省溫哥華華埠的中山公園於1986年開幕，佔地2.5英畝。整個布局小巧玲瓏，錯落有緻，仿傚蘇州園林的古典藝術風格，例如庭園中央的人工湖，有兩條如同杭州西湖蘇堤和白堤相類似的堤岸，通往湖心。
溫哥華的華僑建造中山公園也是為了紀念孫中山先生的事跡。孫中山先生曾在1897年、1901年和1911年三度來溫哥華。1911年1月他在溫哥華唐人街向3000人冒雨演講，此情景令孫中山感慨：「人心如此，革命必成功矣！」

### 滿地可中山公園
在加拿大魁北克省滿地可華埠內的中山公園，是當地華人舉辦大型集會的主要地點。2004年，公園內開始動土興建中華文化宮，為公園增添一個象徵加強中加兩國友誼，和宣揚中華文化的基地。

## 曾以中山公園為名
- 新竹公園
- 臺中公園
- 嘉義公園
- 臺南公園
- 南瀛綠都心公園
- 鼓山公園
- 屏東公園